# Puolvekjaure
Puolvekjaure är en sjö i Gällivare kommun i Lappland och ingår i Råneälvens huvudavrinningsområde. Sjön har en area på 0,34 kvadratkilometer och ligger 364 meter över havet. Puolvekjaure ligger i Råneälven Natura 2000-område.

## Delavrinningsområde
Puolvekjaure ingår i det delavrinningsområde (743143-170546) som SMHI kallar för Mynnar i Råneälven. Medelhöjden är 395 meter över havet och ytan är 16,8 kvadratkilometer. Räknas de 3 avrinningsområdena uppströms in blir den ackumulerade arean 65,08 kvadratkilometer. Kuobmujåkkå som avvattnar avrinningsområdet har biflödesordning 2, vilket innebär att vattnet flödar genom totalt 2 vattendrag innan det når havet efter 190 kilometer. Avrinningsområdet består mestadels av skog (60 procent) och sankmarker (38 procent). Avrinningsområdet har 0,34 kvadratkilometer vattenytor vilket ger det en sjöprocent på 2 procent.